# Kill Boksoon
Kill Boksoon ist ein südkoreanischer Gangster- und Martial-Arts-Film von Byun Sung-hyun aus dem Jahr 2023. Der Spielfilm lief in der Sektion Berlinale Special der Internationalen Filmfestspiele Berlin 2023 und ist auf Netflix verfügbar.

## Handlung

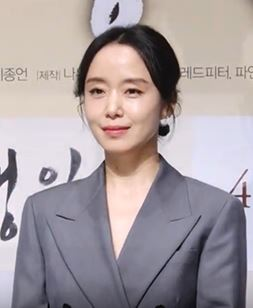
Die Schauspielerin Jeon Do-yeon im März 2019

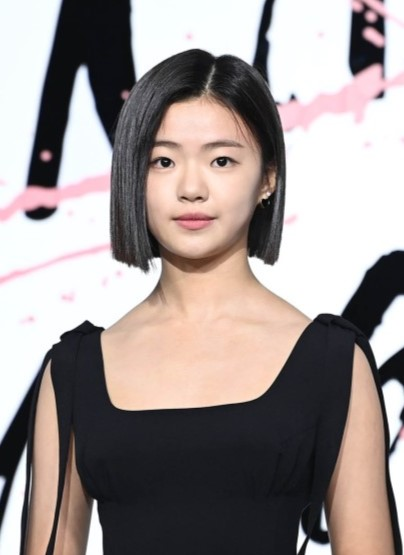
Die Schauspielerin Kim Si-a auf einer Pressekonferenz für den Film im März 2023

Gil Bok-Soon ist eine Profi-Killerin der obersten Kategorie mit einer 100-prozentigen Erfolgsquote. Sie ist tätig für die Killer-Agentur MK und wird in ihrer Branche ehrfurchtsvoll „Kill Bookson“ genannt. Grundlage ihres Erfolges ist die Fähigkeit, das Verhalten ihrer Gegner und mehrere mögliche Kampfverläufe vorherzusehen. Dies zeigt auch die Kamera, die oft in der Handlung zurücksetzt oder mehrere Handlungen parallel zeigt, um schlussendlich das tatsächliche Geschehen zu offenbaren. Gil kümmert sich zugleich liebevoll um ihre 15-jährige Tochter Jae-young, die nichts von der Tätigkeit ihrer Mutter weiß und auch nicht erfahren soll.
Als Gils befristeter Arbeitsvertrag mit MK ausläuft, bietet ihr der Vorstandsvorsitzende Cha Min-kyu, der sich mit ihr verbunden fühlt, eine Vertragsverlängerung an – gegen den Willen seiner rücksichtslosen Schwester und MK-Direktorin Cha Min-hee. Gil lehnt dennoch ab, um sich mehr ihrer Tochter widmen zu können, die in ihre Schulfreundin verliebt ist, mit ihrem Coming-out ringt und sich gerade mit einem Scherenstich gegen einen gewalttätigen Verehrer gewehrt hat.
Gils letzter Auftrag, den sie gemeinsam mit der Praktikantin und Nachwuchskillerin Kim Yeong-ji ausführen soll, lehnt sie ab, da er dem unschuldigen Sohn eines korrupten Politikers gilt, der beinahe im gleichen Alter ist wie ihre Tochter. Aus Verehrung deckt die Praktikantin Kim Yeong-ji ihre Mentorin und wird wegen dieser Unbotmäßigkeit von Cha Min-kyu getötet.
Zugleich erklären die verschiedenen Mafia-Firmen, deren Vorsitzende sich regelmäßig treffen und der skrupellosen Führung durch den MK-Chef unterwerfen, Gil quasi für „vogelfrei“, so dass sie von jedermann getötet werden darf. Mehrere Killer-Konkurrenten, die ihre Chance gekommen sehen, müssen ihre Angriffe auf Gil mit dem Leben bezahlen, ebenso Cha Min-hee und Cha Min-kyu. Dabei kann Gil allerdings nicht verhindern, dass ihre Tochter erfährt, welchen Beruf ihre Mutter ausübt.

## Kritik
Björn Becher schreibt: „... die mit ihrem Coming-Out ringende Tochter geht dabei als Figur zunächst allerdings völlig unter. Erst wenn sie am Ende stärker ins Zentrum rückt, zeigt sich, dass in »Kill Boksoon« mehr steckt als in den Actionszenen gut inszenierte, wenn auch überlange Genre-Kost.“
Marc Hairapetian schreibt: „Viele der Martial-Arts-Szenen sind besser choreografiert als bei »John Wick«, (...) Jeon Do-yeon und Kim Si-ah brillieren ... in ihrem behutsamen Zusammenspiel mit mütterlicher Empathie beziehungsweise großer Verletzlichkeit der Tochter.“
Mathis Raabe fasst die Handlung folgendermaßen zusammen: „Morgens Schulbrote, abends Blutbad“.

## Preise
- Golden Trailer Awards 2023: Bestes ausländisches Poster[6]